# Abu-l-Misk Kàfur
Abu-l-Misk Kàfur al-Labí al-Laythí as-Surí (àrab: أبو المسك كافور, Abū l-Misk Kāfūr) (905-968), fou un visir i emir dels ikhxídides d'Egipte, d'ètnia negra i originari segurament de Lab, a Núbia.
Fou venut com a esclau eunuc (923) a Abu-Bakr Muhàmmad ibn Tughj al-Ikhxid (emir 935-946) i va satisfer tant el seu senyor que el designà per a altes funcions civils i militars. Va arribar a comandant en cap i va dirigir l'expedició a Síria del 945; se li va encomanar l'educació dels dos fills de Muhammad ibn Tughdj i a la mort d'aquest, el 946, Kafur, com a visir, va garantir la successió al fill Abu-l-Qàssim Unujur ibn al-Ikhxid, conegut com a Unujur (emir 946-961). Va fer un avantatjós tractat amb l'emir hamdànida d'Alep (947), que li deixava lliures les mans a Damasc.
Va derrotar la revolta de Ghalbun el 947-948. Males collites seguides de fam van provocar l'augment de preus acompanyats d'avalots el 949 i el 952. El 954 Unujur va intentar un cop d'estat que Kafur va fer fracassar. Aquest mateix any, un gran incendi va devastar el barri comercial d'al-Fustat i a l'any següent un terratrèmol força destructiu va afectar el país. Aquestes desgràcies combinades amb males collites i nous episodis de fam i augments dels preus van provocar aldarulls al carrer (955). No obstant això, la pràctica de l'abús fiscal no era habitual. Tots aquests anys va tenir el govern efectiu a les seves mans.
Mort Unujur el 961, va posar al tron el seu germà Abu-l-Hàssan Alí ibn al-Ikhxid (emir 961-966). Durant aquest govern, va mantenir el poder efectiu en les seves mans. Els avalots pels augments de preus i episodis de gana foren continuats en el període entre l'any 963 i 968; però, tot i així, la moneda va gaudir d'una considerable estabilitat. En aquest temps, la propaganda fatimita fou molt intensa a Egipte i els agents fatimites l'anomenaven la pedra negra.
A la mort de l'emir Abu-l-Hàssan Alí ibn al-Ikhxid el 966, Kafur es va proclamar a si mateix emir (el títol oficial fou al-ustadh) en contra dels drets d'un menor Ahmad ibn Alí; aquesta usurpació fou sancionada per un diploma d'investidura suposadament enviat pel califa. Va tenir col·laboradors eficaços i en els darrers temps destaca el futur visir Yaqub ibn Kil·lis. Va continuar governant com a sobirà absolut fins a la seva mort, el 23 d'abril del 968.
Abu-l-Fawaris Àhmad ibn Alí ibn al-Ikhxid (emir 968-969) va pujar llavors al tron.